# ریشار دو سالرن
ریشار دو سالِرن (فرانسوی: Richard de Salerne‎; c. 1060 – ۲۹ نوامبر ۱۱۱۴) نایب‌السلطنه شاهزاده‌نشین انطاکیه و کنت‌نشین ادسا از سال ۱۱۰۴ تا ۱۱۰۸ بود.